# 夸烏特莫克城
夸烏特莫克城是墨西哥的城市，位於該國北部，由契瓦瓦州負責管轄，距離首府契瓦瓦市103公里，始建於1948年1月9日，海拔高度1,935米，每年平均降雨量448毫米，2005年人口135,345。

## 外部連結
- Link to tables of population data from Census of 2005 Instituto Nacional de Estadística, Geografía e Informática (INEGI)